# 848 Inna
848 Inna eller 1915 XS är en asteroid i huvudbältet, som upptäcktes den 5 september 1915 av den ryske astronomen Grigorij N. Neujmin vid Simeiz-observatoriet på Krim. Den är uppkallad efter den ryska och sovjetiska astronomen Inna Leman-Balanovskaja (1881–1945).
Asteroiden har en diameter på ungefär trettiotre kilometer och den tillhör asteroidgruppen Themis.